# Vezuvián

A vezuvián a szilikátok osztályába tartozó ásványfaj. Alternatív elnevezése: idokrász (eidosz = forma, alak; krasze = keverék). Elnevezésének eredete a Vezúvból származik (Vesuvius).

## Kémiai összetétele
- Kalcium (Ca) =28,2%
- Magnézium (Mg) =3,4%
- Alumínium (Al) =7,6%
- Szilícium (Si) =17,8%
- Hidrogén (H) =0,3%
- Oxigén (O) =42,7%

## Változata
Változata a mangánvezuvian (névváltozata: mangánidokrász), melyben mangánösszetevő is található. Fizikai jellemzői megegyeznek a vezuvián esetében tapasztaltakkal, de a vöröses árnyalata erősebb és kémiailag attól eltér.
- Képlete:Ca19Mn3+(Al,Mn3+,Fe3+)10(Mg,Mn3+)2Si18O69(OH)9.
- Kémiai összetétele:
- Kalcium (Ca) =25,7%
- Mangán (Mn) =4,8%
- Alumínium (Al) =7,9%
- Vas (Fe) =0,8%
- Magnézium (Mg) =1,4%
- Szilícium (Si) =16,9%
- Hidrogén (H) =0,3%
- Oxigén (O) =42,2%

## Szerkezete
Kristályrácsa SiO4-tetraédereket és Si2O7-csoportokat is tartalmaz, így szerkezete a nezo- és a szoroszilikátok közötti átmenetnek tekinthető.

## Megjelenési formái, genetikája
Termete zömök prizmás vagy dipiramisos, romdodekaéder-szerű (gránátoéderes) jellegű. Külsőleg nagyon hasonlít a grosszulárhoz (a gránátcsoport tagja), azzal gyakran orientált összenövésben jelenik meg.
Jellegzetes kontaktmetamorf ásvány, különösen mészkő kontaktusán, illetve mész-szilikát szaruszirtben (szkarn) gyakori. Ritkábban kristályos pala repedéseiben, üregeiben is előfordul. Emellett a katametamorf zóna magas hőmérsékletén is létrejön.

## Rokon ásványfajok
- grosszulár
- a gránátcsoport egyes ásványai